# پیروا (پرو)
پیروا (به اسپانیایی: Pirwa) یک کوه در پرو است که در Peru, Arequipa Region واقع شده‌است. پیروا ۵٬۰۰۰ متر بالاتر از سطح دریا واقع شده‌است.